# Campiglione-Fenile
Campiglione-Fenile (piemontesisch Campion und Fnil, okzitanisch Campilhon und Fenil) ist eine Gemeinde in der italienischen Metropolitanstadt Turin (TO), Region Piemont.

## Lage und Einwohner
Campiglione-Fenile liegt etwa 50 km südwestlich von Turin und hat 1305 Einwohner (Stand 31. Dezember 2023). 
Die Nachbargemeinden sind Bricherasio, Cavour und Bibiana. Das Gemeindegebiet umfasst eine Fläche von 11 km². 

### Bevölkerungsentwicklung

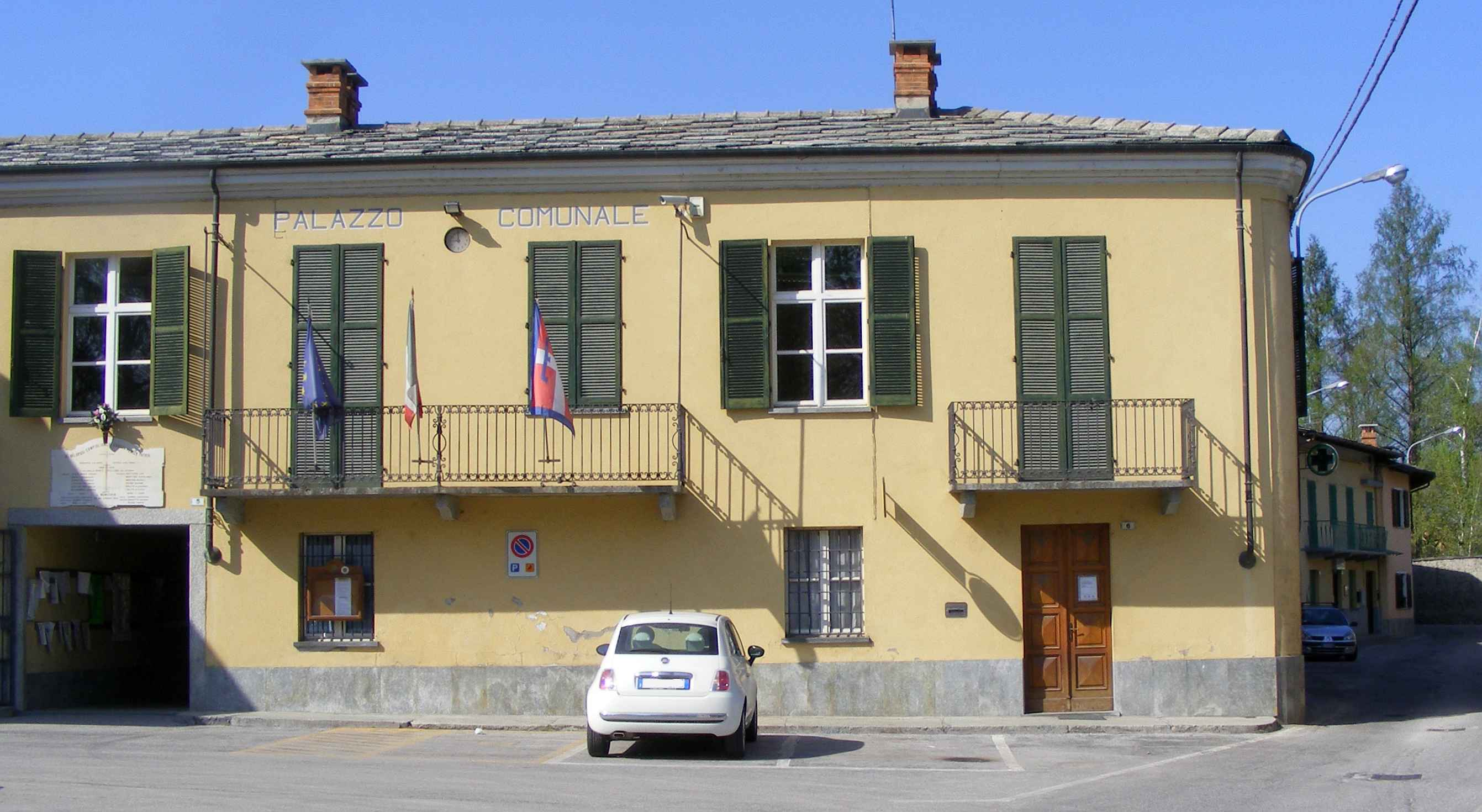
Gemeindehaus

## Geschichte
Campiglione-Fenile hatte seit 1884 an der Bahnstrecke Bricherasio-Barge einen Bahnhof. Die Strecke wurde 1984 eingestellt und zu einem Radweg umgebaut. Zwischen 1882 und 1935 wurde die Gemeinde auch von der Straßenbahn Saluzzo-Pinerolo bedient.